# إيفان سولومون
إيفان سولومون (بالإنجليزية: Evan Solomon) (20 أبريل 1968، تورونتو في كندا)؛ صحفي وروائي كندي.